# Issima
(Issima, Power Francers)
Issima è un singolo del gruppo di musica elettronica ed hip house dei Power Francers.
La canzone, che in soli due mesi ha totalizzato più di 130.000 visualizzazioni su YouTube anticipa l'uscita del primo album di debutto omonimo del gruppo: Power Francers.
Il testo del brano è leggero e parla di una donna che provoca il suo compagno, mentre la musica è di ispirazione internazionale.